# لی بو هی
این یک نام کره‌ای است؛ نام خانوادگی لی است.
لی بو هی (کره‌ای: 이보희؛ زادهٔ ۲۵ مه ۱۹۵۹) بازیگر اهل کره جنوبی است. لی بو هی برای نقش‌های خود در دههٔ ۱۹۸۰ جوایز زیادی از جمله بهترین بازیگر تازه‌کار زن برای درخت کاج سبز در بیست و دومین جوایز ناقوس بزرگ، بهترین بازیگر نقش اول زن برای اودونگ در بیست و دومین جوایز هنری فیلم و درامای کره، و بهترین بازیگر نقش اول زن برای تو گل رز منی در بیست و چهارمین جوایز هنری بکسانگ را برنده شده‌است. لی بو هی یکی از اعضای «ترویکای دههٔ ۱۹۸۰» در کنار لی می سوک و وون می کیونگ به‌شمار می‌آید. از آثاری که در آنها ایفای نقش کرده است می‌توان به گوانگ‌گه‌تو فاتح بزرگ اشاره کرد.